# سهام عدالت
سهام عدالت گونه‌ای یارانه است که بنابر نظر دولت نهم، از طریق شرکت‌های تعاونی عدالت استانی به مشمولان آن واگذار می‌شود. دولت، هدف از عرضه سهام عدالت را گسترش سهم بخش تعاون در اقتصاد ایران اعلام کرده است. بنابر طرح «سهام عدالت»، بخشی از سهام شرکت‌های دولتی معین، به قشرهای کم‌درآمدتر فروخته می‌شود.
«آیین‌نامه اجرایی افزایش ثروت خانوارهای ایرانی از طریق گسترش سهم بخش تعاون براساس توزیع سهام عدالت» در تاریخ ۹ بهمن ۸۴ و پس از اصلاح متن اولیه که خود در ۲۳ آبان ۸۴ مصوب هیئت وزیران شده بود، به تصویب این هیئت رسید. تصویب اساسنامه شرکت کارگزاری سهام عدالت در همین روز بر عزم راسخ دولت جدید در عملی ساختن این پروژه صحه گذاشت و سهام مزبور پیش از آغاز سال ۱۳۸۵ در چهار استان به تعدادی از مشمولان طرح اعطا شد. در مرحله اول واگذاری سهام عدالت به برخی از افراد تحت پوشش کمیته امداد امام خمینی، سازمان بهزیستی و رزمندگان بیکار فاقد شغل تقسیم شد و برگه‌هایی به عنوان برگه سهام عدالت نیز به مشمولان طرح سهام عدالت داده شد.
ارزش این برگه‌ها در ابتدا ۵۰۰ هزار تومان سهام بود که بعد به یک میلیون تومان افزایش یافت. قرار بود که برای گروه‌های کم درآمد، نیمی از قیمت هر سهم تخفیف داده شود و نیمی دیگر نیز به مدت ده سال از محل سود شرکت بازپرداخت گردد.

## خصوصی‌سازی
تا پیش از اجرای طرح سهام عدالت خصوصی‌سازی بسیار کند پیش می‌رفت و آمارها نشان می‌داد که نزدیک به سه هزار میلیارد تومان از سهام شرکت‌های دولتی تا آن زمان واگذار شده بود ولی ارزش سهام عدالت در همان مرحله اول دو هزار و ۳۰۰ میلیارد تومان بود. در همان سال ۱۳۸۵ بعد از تفسیر تازه‌ای که از اصل ۴۴ قانون اساسی شد، دولت اجازه یافت تا ۸۰ درصد سهام کارخانجات، بنگاه‌های بزرگ دولتی را به بخش خصوصی و تعاونی واگذار کند که تا آن زمان بنابر قانون اساسی باید در اختیار دولت می‌بود. با تفسیری که از اصل ۴۴ صورت گرفت دولت اجازه یافت تا سهام شرکت‌های بزرگ نظیر خودروسازی‌ها، فولاد، معادن، بیمه، بانک، هواپیمایی، کشتیرانی، نیروگاه‌ها، مخابرات و نفت گاز را واگذار کند. با این مجوز تازه، واگذاری‌ها شرکت‌های دولتی سرعت گرفت هر چند کارشناسان اقتصادی می‌گویند در این مدت بخش عمده‌ای از شرکت‌ها به سازمان‌ها و نهادهای شبه دولتی و «خصولتی» واگذار شده است و سهم واگذار شده به بخش خصوصی ناچیز بوده است.
آمار نشان می‌دهد که تا پایان دولت محمود احمدی‌نژاد نزدیک به ۱۰ درصد سهام شرکت‌های دولتی به شبه دولتی‌ها واگذار شده است. آمار نشان می‌دهد که بیشتر از ۱۴۲ هزار میلیارد تومان سهام شرکت‌های دولتی در پانزده سال گذشته واگذار شده است که حدود ۳۰ هزار میلیارد تومان این سهام مربوط به سهام عدالت بوده است.
به گفته عباس آخوندی وزیر راه و شهرسازی ۹۵ درصد از شرکت‌ها و مجموعه‌های دولتی واگذار شده به بخش خصوصی در دولت احمدی‌نژاد در نهایت به این بخش نرسیده و دوباره به دولت «بازگشته» یا به نهادهای نیمه دولتی واگذار شده است.
علی طیب نیا وزیر اقتصاد گفت که "سهام عدالت به شیوه‌ای که اجرا شد، جز بی‌صاحب‌سازی بنگاه‌های اقتصادی ثمری نداشت و ۶۲ بنگاه اقتصادی بی‌صاحب شدند، آیا سهامداران عدالت در حال حاضر امکان مدیریت شرکت‌ها را دارند؟"
قرار بود در سال ۱۳۹۳ پرونده خصوصی‌سازی بسته شود اما به دلایل مختلف نظیر نبود مشتری، دولت  نتوانست سهام برخی شرکت‌ها را واگذار کند. دولت امیدوار بود این برنامه پیش از پایان سال ۱۳۹۵ تمام شود ولی به نظر می‌رسد برنامه خصوصی‌سازی برخلاف پیش‌بینی‌ها در سال ۱۳۹۶ نیز ادامه خواهد یافت.

## تحقیق و تفحص از واگذاری و پرداخت سهام عدالت در دولت محمود احمدی‌نژاد
تحقیق و تفحص از واگذاری و پرداخت سهام عدالت در دولت محمود احمدی‌نژاد طرحی است که در جلسه روز ۴ خرداد ۱۳۹۰ مجلس هشتم با ۱۷۶ رأی موافق در برابر ۱۷ رأی مخالف و ۷ رأی ممتنع به تصویب رسید. شائبه سوءاستفاده دولت از سهام عدالت در انتخابات ریاست جمهوری دهم در سال ۱۳۸۸ دلیل ارائه این طرح به مجلس بود. محمد مهدی مفتح سخنگوی کمیسیون برنامه و بودجه که این طرح پس از تصویب در کمیسیون برنامه و بودجه به صحن مجلس آمد. به گفته موافقان تفحص، دولت در آستانه انتخابات به ۹ میلیون نفر هر یک ۸۰ هزار تومان در قالب سود سهام عدالت پرداخته بود. چندی پیش از برگزاری انتخابات، منتقدان به این موضوع اشاره کرده بودند. به گفته یکی از نمایندگان، اختلاف اخیر میان رهبر ایران و احمدی‌نژاد راه را برای تحقیق از دولت باز کرده است.

### پیشینه
چندی پیش از برگزاری انتخابات دهم ریاست جمهوری منتقدان به این موضوع اشاره کرده بودند. به گفته یکی از نمایندگان اختلاف اخیر میان رهبر ایران و احمدی‌نژاد راه را برای تحقیق از دولت باز کرده است.
علی‌اکبر محتشمی‌پور، رئیس کمیته صیانت از آرا ستاد میرحسین موسوی نیز در جریان اعتراضات پس از انتخابات به این موضوع اشاره کرده بود:
طبق قانون هیچ‌یک از نامزدها نمی‌توانند از امکانات دولتی و بودجه عمومی کشور برای تبلیغات خود استفاده کنند اما رئیس‌جمهور با هواپیمای دولتی و با استفاده از امکانات دولتی سفرهای تبلیغاتی خود را انجام داده است. همچنین تحت عنوان سود سهام عدالت بین افراد پول پخش کرده است.

### گزارش کمیسیون برنامه و بودجه مجلس
درگزارش کمیسیون برنامه و بودجه مجلس پیرامون این طرح آمده است که مبنای واگذاری سهام عدالت، احکام مندرج در فصل ششم قانون «اصلاح موادی از برنامه چهارم توسعه و اجرای سیاست‌های کلی اصل ۴۴ قانون اساسی» به ویژه ماده ۳۴ آن است که در خرداد ۱۳۸۷ در مجمع تشخیص مصلحت نظام به تصویب رسید. بنا به این ماده دولت اجازه دارد که تا ۴۰ درصد مجموع ارزش سهام بنگاه‌های واگذاری در هر بازار موضوع گروه ۲ ماده ۲ قانون را با دو ضابطه واگذار نماید:
الف- در مورد دهک پایین درآمدی با اولویت روستانشینان و عشایر، ۵۰ درصد تخفیف در قیمت سهام واگذاری با دوره تقسیط ۱۰ساله،
ب- در مورد ۴ دهک بعدی تقسیط تا ۱۰ سال حسب مورد داده خواهد شد.
کمیسیون در گزارش خود خواستار روشن شدن موارد زیر دربارهٔ عملکرد دولت و پرداخت سود سهام است:
۱- مبانی قانونی توزیع سهام عدالت و تشکیل شرکت‌های تعاونی شهرستانی و سرمایه‌گذاری استانی مربوط قبل از تصویب و ابلاغ قانون مذکور چه بوده است؟
۲- با توجه به اینکه مبنای قانونی واگذاری سهام عدالت قانون یادشده می‌باشد، اصولاً واگذاری سهام عدالت در سال ۱۳۸۶ (قبل از ابلاغ قانون از سوی مجمع تشخیص مصلحت نظام) بر اساس چه مجوزی صورت گرفته است؟ آیا نحوه واگذاری سود سهام عدالت بر اساس ضوابط قانونی انجام شده است؟
۳- مبانی محاسبه سود سهام واگزارشده چیست؟ و تخصیص ۸۰۰ هزار ریال سود سهام واگذار شده برای سال ۱۳۸۶ بر چه اساس بوده است؟
۴- با توجه به اینکه دولت موظف بوده است بهای سهام واگذار شده را به صورت اقساط ده‌ساله از محل سود متعلقه به دریافت کنندگان سهام اخذ و به حساب خزانه واریز نماید، میزان و مستندات واریزی اقساط یادشده به خزانه چیست؟
۵- سازوکار جمع‌آوری سود سهام واگذار شده از شرکت‌های گروه ۲ ماده دو قانون توسط شرکت کارگزاری سهام عدالت چه بوده است؟
۶- مستندات پرداخت سود سهام به میزان ۸۰۰ هزار ریال به بخشی از واجدین شرایط علی‌رغم تأکید قانون‌گذار به پرداخت بهای سهام واگذار شده از محل سود آنچه بوده و انتخاب زمان پرداخت به ذی‌نفعان (با فرض قانونی بودن این اقدام) بر چه اساس بوده است؟
۷- منابع مالی پرداخت سود سهام یادشده در آستانه انتخابات ریاست جمهوری چگونه تأمین شده است؟
۸- آیا در تشکیل شرکت‌های تعاونی شهرستانی و سرمایه‌گذاری استانی و سازوکار تنظیم روابط آن با دولت، الزامات و ملاحظات ماده ۳۸ قانون رعایت شده است؟

### دیدگاه‌های پیشنهادکننده طرح
علی‌اکبر اولیا طراح این طرح گفت که: «به موجب این ماده به دولت اجازه داده شد تا ۴۰ درصد مجموع ارزش سهام بنگاه‌های واگذاری در هر بازار موضوع ماده ۲ قانون را با ضوابطی واگذار کند. ضابطه اول در مورد دو دهک پایین درآمدی با اولویت روستانشینان و عشایر، که ۵۰ درصد در قیمت سهام به آن‌ها تخفیف داده شده و بقیه بها را با تقسیط ۱۰ ساله می‌پرداختند در مورد دوم ۴ دهک بعدی تقسیط تا ۱۰ سال صورت می‌گرفت. اولیا با اشاره به اینکه در آستانه انتخابات عملکرد دولت در واگذاری سهام عدالت به ویژه توزیع سهام مربوط به سال ۱۳۸۶ به شدت ابهام‌آمیز بود، گفت: پرداخت سود سهام عدالت هم‌زمان با انتخابات ریاست جمهوری به شدت شبهه بهره‌برداری دولت در جلب آرای مشمولان دریافت سود سهام (حدود ۹ میلیون نفر از واجدین شرایط) را ایجاد و تقویت کرد. با توجه به اینکه هنوز قانون سهام عدالت در مجلس به تصویب نرسیده بود، دولت بدون طی مراحل خرید سهام از طرف دو دهک پایینی و چهار دهک بعدی اقدام به توزیع سود سهام نمود؛ لذا جمعی از نمایندگان مجلس خواستار تحقیق و تفحص از روند پرداخت سود سهام عدالت و واگذاری این سهام شدند.»

## نحوه پرداخت سود
سبد سهام عدالت ترکیبی از ۴۳ شرکت بورس و فرابورس است و برای هر نفر از مجموع پورتفوی سهام عدالت مبلغ یک میلیون تومان سهام اختصاص داده شده است؛ بنابراین سهام عدالت متعلق به شرکت خاصی نیست و مجموع سبد سهام در درصدی از ۴۳ شرکت دولتی تعریف شده است که سود و زیان شرکت‌های مذکور به‌صورت علی‌السویه بین سهامداران تقسیم می‌شود. طبق قانون، دولت باید سهام عدالت را از ابتدای سال ۹۵ آزاد می‌کرد اما امکان دارد این آزادسازی ماه‌ها بعد از پایان مهلت قانونی طول بکشد و عملاً پرداخت سهام عدالت به انتخابات یازدهم ریاست‌جمهوری نزدیک خواهد شد.
در مرداد ۱۳۹۵ سید جعفر سبحانی مشاور رئیس سازمان خصوصی‌سازی با تأکید بر اینکه سودی که در دولت گذشته بابت سهام عدالت به عده‌ای از شهروندان پرداخت شده غیرقانونی بوده، می‌گوید به هیچ عنوان سودی بابت سهام عدالت به شهروندان پرداخت نخواهد شد، بلکه تنها در پایان سال ۱۳۹۵ بابت مقدار آزادسازی این سهام تعیین تکلیف می‌شود.
در اوایل آذر ۱۳۹۵ سازمان خصوصی‌سازی اعلام کرد که بعد از ده سال، تکلیف سهام عدالت در سال آینده روشن می‌شود و از پایان سال آینده سود سهام عدالت به دارندگان آن پرداخت خواهد شد. رئیس سازمان خصوصی‌سازی گفت که «از نظر ما طرح سهام عدالت به انتهای خود رسیده است و منتظریم با پایان یافتن مجامع، شرکت‌های سرمایه پذیر حساب‌هایشان را ببندند.» او در عین حال تأکید کرده که هنوز «ابهام‌های مختصری دربارهٔ شناسایی مشمولان، سبد سهام، سازو کارهای ساماندهی آن برای آزادسازی سهام عدالت وجود دارد.» برای حل این مشکل، دولت لایحه تهیه کرده است و قرار است آن را به مجلس بفرستد و پس از آن «تکلیف سهام عدالت روشن‌تر می‌شود.»
در اواسط دی ماه سال ۹۵ سازمان بورس و اوراق بهادار میزان سود دریافتی سهام عدالت از ۴۳ شرکت حاضر در سبد سهام را ۱۹۹ هزار و ۱۵ میلیارد ریال اعلام کرد. به‌علاوه سود مصوب مجمع عمومی شرکت‌ها در این مدت ۳۰۹ هزارو ۵۷۴ میلیارد ریال و همچنین مشارکت در افزایش سرمایه شرکت‌های سرمایه پذیر سهام عدالت ۵۱ هزار و ۷۷۰ میلیارد ریال و مانده طلب سود از شرکت‌ها ۵۸ هزار و ۷۸۸ میلیارد ریال بوده است.
سازمان خصوصی‌سازی اعلام کرد واجدین سهام عدالت در پایان سال ۹۶ می‌توانند سود سال ۹۵ خود را دریافت کنند.

## ثبت نام
سرپرستان خانوار برای هریک از اعضا در قبال سهام عدالت پانصدهزار تومانی در ثبت نام اولیه، مبلغ هشتاد و سه هزار و پانصد تومان پرداخت نمودند. به گزارش وبسایت سهام عدالت ثبت‌نام جدید در حال حاضر برای جا ماندگان وجود ندارد؛ و در صورت امکان ثبت‌نام جدید از طریق سایت اعلام می‌گردد.

## حواشی و اظهارات مسئولان
در آبان ماه سال ۱۳۸۵ محمود احمدی‌نژاد در یک مراسم دولتی، واگذاری سهام عدالت را با هدف «کاهش فقر» اعلام کرد. احمدی‌نژاد واگذاری سهام عدالت را «تحولی بزرگ» می‌دانست که به عقیده وی مبنای آن «توزیع عادلانه ثروت دولت بین قشرها مختلف جامعه بود.»
مشاور وزیر نفت در یک نطق جنجالی گفت سهام عدالت پول را بین گداها توزیع می‌کند.عباس کاظمی، مشاور وزیر نفت شرکت‌های تعاونی سهام عدالت خوب اداره نمی‌شوند. سهام عدالت صاحب ندارد و فقط پول را بین گداها توزیع می‌کند.

## انتقادات به طرح سهام عدالت
در سال ۱۳۸۴ و در پی تفسیر جدید رهبر جمهوری اسلامی ایران از اصل ۴۴ قانون اساسی، سیاست‌های کلی اصل ۴۴ ابلاغ شد. اصل ۴۴ خصوصی‌سازی برخی فعالیت‌های اقتصادی را مجاز می‌شمرد.
از همان ابتدا این طرح با انتقادهای زیادی روبرو شد، اول آنکه منتقدان طرح چنین واگذاری‌هایی را بی‌ارتباط با خصوصی‌سازی می‌دانستند، چراکه تغییری در مدیریت دولتی این بنگاه‌ها ایجاد نمی‌کرد و تنها مالکیت بنگاه‌ها را به شیوه نامعلومی عمومی کرده بود. دوم آنکه طرح چه در اجرا چه در ارزش‌گذاری سهام و چه در تعیین سود ابهامات محاسباتی داشت و از شفافیت لازم برخوردار نبود. از طرفی نحوه عملکرد شرکت‌های سرمایه‌گذاری استانی سهام عدالت یا همان تعاونی‌های استانی سهام عدالت که در هر استان تشکیل شده بود و این سهام را مدیریت می‌کردند، عملکردی نامعلوم بود. دیگر انتقاد وارد بر این طرح، کم و زیاد شدن افراد مشمول واگذاری سهام عدالت بود، چه مشمولانی که متوفی شده و می‌شدند چه نوزادانی که به دنیا می‌آمدند و تکلیف آنها با طرح معلوم نبود و چه افرادی که با تغییر وضعیت شغلی و درآمدیشان مشمول طرح می‌شدند و برنامه‌ای برای آنها پیش‌بینی نشده بود.

## آزاد سازی
در ۹ اردیبهشت ۱۳۹۹، سید علی خامنه ای، با در خواست حسن روحانی، رئیس‌جمهور وقت مبنی بر آزاد سازی سهام عدالت موافقت کرد.
بنا بر اعلام مسوولین دولتی، دارندگان سهام عدالت با مراجعه به سایت سازمان خصوصی‌سازی و سازمان بورس در صورت تمایل می‌توانند به‌طور مستقیم مالکیت و مدیریت سهام عدالت خود را در اختیار بگیرند. پس از انتخاب سهام از میان ۴۹ شرکت سرمایه پذیر دولتی، دارندگان آن سهام می‌توانند سهام خود را در بورس بفروشند یا نزد خود نگاه دارند. افرادی که تمایلی به در دست گرفتن مدیریت مستقیم سهام خود ندارند، به اندازه سهام عدالت خود سهامی از شرکت‌های سرمایه‌گذاری استانی سهام عدالت را در اختیار خواهند داشت که قرار شده است تا شورای عالی بورس به سرعت زمینه ورود این شرکت‌ها به بازار سرمایه را فراهم سازد.
متن نامه سید علی خامنه ای بدین شرح است:
(بسم الله الرحمن الرحیم
درپی تصمیم واگذاری درصدی از سهام اصل ۴۴ قانون اساسی در قالب سهام عدالت با هدف گسترش عدالت اجتماعی و توانمندسازی خانوارهای کم درآمد، انتظار این بود که توسط مسئولان مربوط در دولتهای مختلف با اجرای دقیق مواد ۸ گانه ابلاغی ۱۳۸۵/۴/۱۲ هرچه سریعتر مقدمات لازم برای آزادسازی سهام عدالت و واگذاری تعیین قیمت آن به بورس فراهم گردیده و آیین‌نامه‌های اجرایی تهیه و به اجرا درآید. در هر صورت با توجه به شرایط فعلی اقتصادی و عزم دولت برای عمل به تکالیفی که به عهده اوست، با آزادسازی سهام عدالت با رعایت امور زیر، موافقت می‌شود:
1. دارندگان سهام عدالت مجازند در محدوده زمانی مشخص مالکیت مستقیم سهام شرکت‌های سرمایه‌پذیر را انتخاب نمایند و به تناسب، نقش مدیریتی خود را ایفا کنند.
2. مقررات مورد نیاز جهت انتقال سهام به صاحبان سهام عدالت توسط شورایعالی بورس تدوین و تصویب شود. این مصوبات برای کلیه دستگاه‌های اجرایی لازم‌الاجراست.
3. نسبت به سهام باقیمانده در شرکت‌های سرمایه‌گذاری استانی، شورایعالی بورس موظف است ضمن تشویق ماندگاری صاحبان سهام در شرکت‌های مذکور، از طریق مبادی ذی‌ربط هرچه زودتر زمینهٔ ورود آن شرکتها را در بورس فراهم نماید.

با توجه به تأخیری که در طول زمان نسبت به تحقق اهداف واگذاری این سهام پیش آمده است، و به دلیل ضرورت بهره‌مندی هرچه سریعتر مردم از منافع سهام خود، لازم است دولت محترم هرچه زودتر اقدامات مقتضی در جهت تحقق موارد مذکور در بندهای سه‌گانه فوق را به‌عمل آورد)

### ارزش هر سهم
در کل به ۴۹ میلیون و ۱۰۰ هزار نفر سهام عدالت داده‌اند. رئیس سازمان خصوصی‌سازی می‌گوید: «۳۵ میلیون نفر ارزش سهام ۴۸۰ تا ۵۳۰ هزار تومان و مابقی سهام یک میلیون تومانی دارند». ارزش هر سهم به نرخ امروز بین ۱۱ تا ۱۷ برابر شده است. هرچند که در نهایت ارزش نهایی هر سهم را بازار تعیین خواهد کرد.

### وام سهام عدالت
با اعلام اعطای وام سهام عدالت به دارندگان این سهام بدون نیاز به ضامن، خیل عظیمی از سهامداران به دریافت این تسهیلات ترغیب شده‌اند. تمامی دارندگان سهام عدالت با روش مدیریت مستقیم و غیرمستقیم می‌توانند از این تسهیلات استفاده نمایند. نکته قابل ذکر این است تنها آن دسته از سهامداران که اقدام به آزاد سازی سهام عدالت خود نموده و برخی از دارایی خود را به فروش رسانده‌اند نمی‌توانند این تسهیلات را دریافت کنند. پس کسانی که سهام عدالت خود را آزادسازی نموده‌اند اما حتی یکی از دارایی‌های خود را نفروخته‌اند نیز می‌توانند این تسهیلات را دریافت نمایند. در حال حاضر تنها دو بانک ملی و تجارت زیرساخت لازم برای ارائه این تسهیلات را دارند. نرم‌افزار ثبت درخواست بانک ملی ایوا و نرم‌افزار بانک تجارت زمرد است. بانک‌های دیگر نیز به زودی بستر لازم را فراهم نموده و این تسهیلات را ارائه خواهند داد.

### انتقاد از آزاد سازی سهام عدالت
مسئولان ایرانی در حالی بعد از ۱۵ سال از آغاز طرح سهام عدالت می‌گیرند که کشور ایران با شرایط سخت اقتصادی روبه‌رو است. براساس برآورد صندوق بین‌المللی پول، نرخ رشد اقتصادی ایران در سال ۲۰۱۹ منفی ۷٫۶ درصد بوده و در سال ۲۰۲۰ میلادی هم بار دیگر منفی ۶ درصد خواهد بود. نرخ تورم طبق محاسبات بانک مرکزی در سال ۱۳۹۸، ۴۱٫۲ درصد بوده که مکان دوم بالاترین رکورد تورم را در ۳۰ سال گذشته از آن خود کرده است. میزان بیکاری، به کشورهای توسعه نیافته شباهت پیدا کرده است (ایران طبق رده‌بندی بانک جهانی، کشور در حال توسعه است). پیش از شیوع کرونا کشور ۳٫۳ میلیون نفر بیکار داشت. مرکز پژوهش‌های مجلس با انتشار گزارشی دربارهٔ پیامدهای اقتصادی بحران کرونا می‌گوید که بین ۲٫۸ میلیون تا ۶٫۴ میلیون نفر از شاغلان فعلی به خاطر بحران کرونا شغل خود را از دست خواهند داد. با توجه به اینکه جمعیت فعال کشور ۲۳٫۴میلیون نفر است، در پایان امسال از جمعیت ۸۵ میلیونی حدوداً بین ۱۴ تا ۱۷میلیون نفر شاغل خواهند بود. البته باید به این نکته توجه داشت که وزارت کار، افرادی که تنها «یک ساعت در هفته» کار می‌کنند را شاغل تلقی می‌کند.
شهیر شهید ثالث، روزنامه‌نگار و تحلیلگر، با مقایسهٔ طرح آزادسازی سهام عدالت با انقلاب سفید در زمان محمدرضا پهلوی، می‌گوید: «از قضا راز اینکه چرا امروز حکومت دست به آزاد سازی معامله سهام عدالت زده در همین وضعیت آشفته اقتصادی نهفته است. با توجه به لشکر عظیم بیکاران، جدال طبقه کم درآمد با گرانی و تورم برای بقاء، و مطالبات فروخورده و خشم ناشی از سرکوب ناآرامی‌های سال گذشته که به‌صورت آتش زیر خاکستر باقی مانده، می‌توان حدس زد که به احتمال قوی تصمیم آزادسازی سهام عدالت، در این مقطع حساس، برای جلوگیری از یک نارضایتی شدید اجتماعی بوده است. به عبارت دیگر این نوعی اصلاحات از بالاست … در سال ۱۳۴۲ محمد رضا شاه پهلوی، اصلاحاتی را تحت عنوان «انقلاب سفید» اعلام کرد. اعطای زمین به زارعین (که البته به قصد تضعیف مالکان بزرگ هم بود که مدعی شاه نشوند) و سهیم کردن کارگران در سود کارخانجات صنعتی و تولیدی بخشی از انقلاب سفید بود با این هدف که پایگاه اجتماعی سیستم شاهنشاهی و شخص شاه تقویت شود و جلوی یک انفجار سیاسی-اجتماعی گرفته شود. حرکت اخیر حکومت ایران در شرایطی که وضعیت اقتصادی روز به روز بر اثر تحریم‌ها و شیوع کرونا بغرنج‌تر می‌شود و خطر ناآرامی‌های احتمالاً گسترده‌تر کشور را تهدید می‌کند، یک انقلاب پیشگیرانهٔ از بالا با هدف تقویت پایگاه اجتماعی نظام را تداعی می‌کند.»
از سمت دیگر، افزایش بی‌سابقهٔ ارزش سهام در بازار بورس تهران در سال ۱۳۹۹، موجب حیرت بسیاری از تحلیل‌گران شد. این در حالی است که به‌خاطر دنیاگیری ویروس کرونا، تقریباً تمام بازارهای بورس جهانی سقوط کرده‌اند. تحلیل‌گران عامل افزایش بی‌سابقهٔ ارزش سهام را نشانهٔ رونق اقتصادی نمی‌دانند بلکه آن را حرکت توده‌وار (Herding) مردم در جاری کردن سیل نقدینگی به داخل بازار بورس، به طمع کسب سود خارج از تصور در کوتاه مدت می‌دانند. تحلیل‌گران اقتصادی معتقدند زمانی که نقدینگی مردم رو به پایان بگذارد، بازار دیگر سوختی برای پیش رفتن ندارد و از حرکت بازمی‌ایستد. وقتی چنین شد و بازار بورس جاذبه‌اش را از دست داد، هجوم فروشندگان سهام برای نقد کردن سهام‌شان آغاز می‌شود. با زیاد شدن عرضه و آغاز اُفت قیمت‌ها، دوباره حرکت توده‌وار برای فروش سهام و فرار از زیان آغاز می‌شود. با زیاد شدن گله‌ای عرضه، ارزش سهام سقوط می‌کند. احمد نادری رئیس مؤسسه مطالعات و تحقیقات اجتماعی دانشگاه تهران در توییتی نوشته است: «حباب بورس خواهد ترکید و من نگران تبعات اجتماعی وامنیتی آن در آینده ای نزدیک هستم: شورش‌هایی بزرگتر از ۹۶، ۹۸ و قطعاً بزرگتر از دهه ۷۰.»
تحلیل‌گران پیش‌بینی می‌کنند که گروهی از دارندگان سهام عدالت برای رفع نیازهای روزمره خود با آزاد شدن سهام در اختیارشان، آن را نقد کرده و سودی کسب کنند. دولت با فروش و دادوستد این سهام به مقادیری منابع ریالی دسترسی خواهد یافت که در این شرایط برای او غنیمت است. اما حتی اگر تمام دارندگان سهام عدالت، مدیریت سهام خود را در اختیار بگیرند باز تغییری در مدیریت این بنگاه‌ها رقم نخواهد خورد و مهم‌ترین هدف خصوصی‌سازی به معنای تغییر مدیریت و ساختار تصمیم‌گیری و نحوه اداره بنگاه‌های دولتی اتفاق نخواهد افتاد. ضمن آنکه انتقاد به نحوه عملکرد شرکت‌های سرمایه‌گذاری استانی سهام عدالت یا همان تعاونی‌های استانی سهام عدالت برقرار خواهد بود و عملکرد غیرشفاف و مبهم آنها ادامه خواهد یافت.